# Andrej Dmitrijevics Szaharov
Andrej Dmitrijevics Szaharov (Moszkva, 1921. május 21. – Moszkva, 1989. december 14.), orosz magfizikus, politikai menekült, az 1975. évi Nobel-békedíj kitüntetettje. Róla kapta nevét az Európai Parlament 1988-ban alapított emberi jogi kitüntetése, a Szaharov-díj a gondolatszabadságért.

## Élete
Andrej Szaharov 1921-ben, értelmiségi családban született. Fizikus apja nyomdokaiba lépve 1938-ban a Moszkvai Állami Egyetem fizika szakára iratkozott be. Felmentették a második világháborús katonai szolgálat alól, így 1942-ben lediplomázott, és a háború végéig egy hadianyaggyárban dolgozott. Itt ismerkedett meg Klavgyija Vihirevával, egy technikussal; hamarosan összeházasodtak.
A háború után Szaharov Igor Tamm laboratóriumában kezdett dolgozni. Az 1940-es évek második felében a hidrogénbomba előállításán dolgozott. A bomba 1953-ban készült el; Szaharovot még ebben az évben beválasztották a Tudományos Akadémiába. 32 évesen ő volt a legfiatalabb tag az akadémia történetében.
Szaharov már 1951-ben támogatta a politikai elnyomás áldozatait: egy zsidó matematikust bevett a hidrogénbomba-programba. 1958-ban kiadott két cikket a nukleáris robbanás hatásairól.
1968-ban a New York Timesban publikált egy esszét Megjegyzések a békéről, a békés együttélésről és a szellemi szabadságról címmel. Ezzel "tettem egy határozott lépést", írta memoárjaiban, "hogy disszidens legyek.". Az esszében a fegyverek leszerelése és a Nyugattal való együttműködés mellett foglalt állást. Felesége nemsokára meghalt, és Szaharov visszatért Moszkvába fizikát tanítani.
1970-ben lett a szerveződő emberi jogi mozgalom tagja. Cikkekben, petíciókban követelték a cenzúra eltörlését, a független bíróságokat és az általános választások bevezetését. Szaharov 1972-ben feleségül vette Jelena Bonnert, aki szintén a mozgalomban dolgozott. Bonner helyettesítette férjét a Nobel-díj kiosztásakor, 1975-ben. A bizottság indoklásában hangsúlyozta Szaharov küzdelmeit az emberi jogokért.
Mivel 1979-ben helytelenítette a szovjet csapatok bevonulását Afganisztánba, 1980 elején Gorkijba (ma Nyizsnyij Novgorod) száműzték. Feleségén keresztül tartotta a kapcsolatot Moszkvával és a Nyugattal, Bonner 1984-es száműzetéséig.
1986. december 19-én Mihail Gorbacsov pártfőtitkár demokratizálási törekvéseinek részeként Szaharov engedélyt kapott, hogy feleségével együtt visszatérhessen Moszkvába. Szaharov azonnal a demokratikus mozgalom egyik legfontosabb alakja lett. 1989-ben a kongresszus tagjává választották. Amnesztiát kért a politikai foglyoknak, támogatta a leszerelést, az etnikai konfliktusok békés megoldását. 1989 decemberében halt meg.